# أبيي فيشر
أبيي فيشر (بالإنجليزية: Abbi Fisher)‏ هي متزحلقة أمريكية، ولدت في 30 أغسطس 1957 في كونواي في الولايات المتحدة.

## وصلات خارجية
- أبيي فيشر على موقع الاتحاد الدولي للتزلج (التزلج على المنحدرات الثلجية) (الإنجليزية)
- أبيي فيشر على موقع أوليمبيديا (الإنجليزية)